# 雙子座BG
雙子座BG（BG Geminorum）是雙子座中的一個食雙星系統。

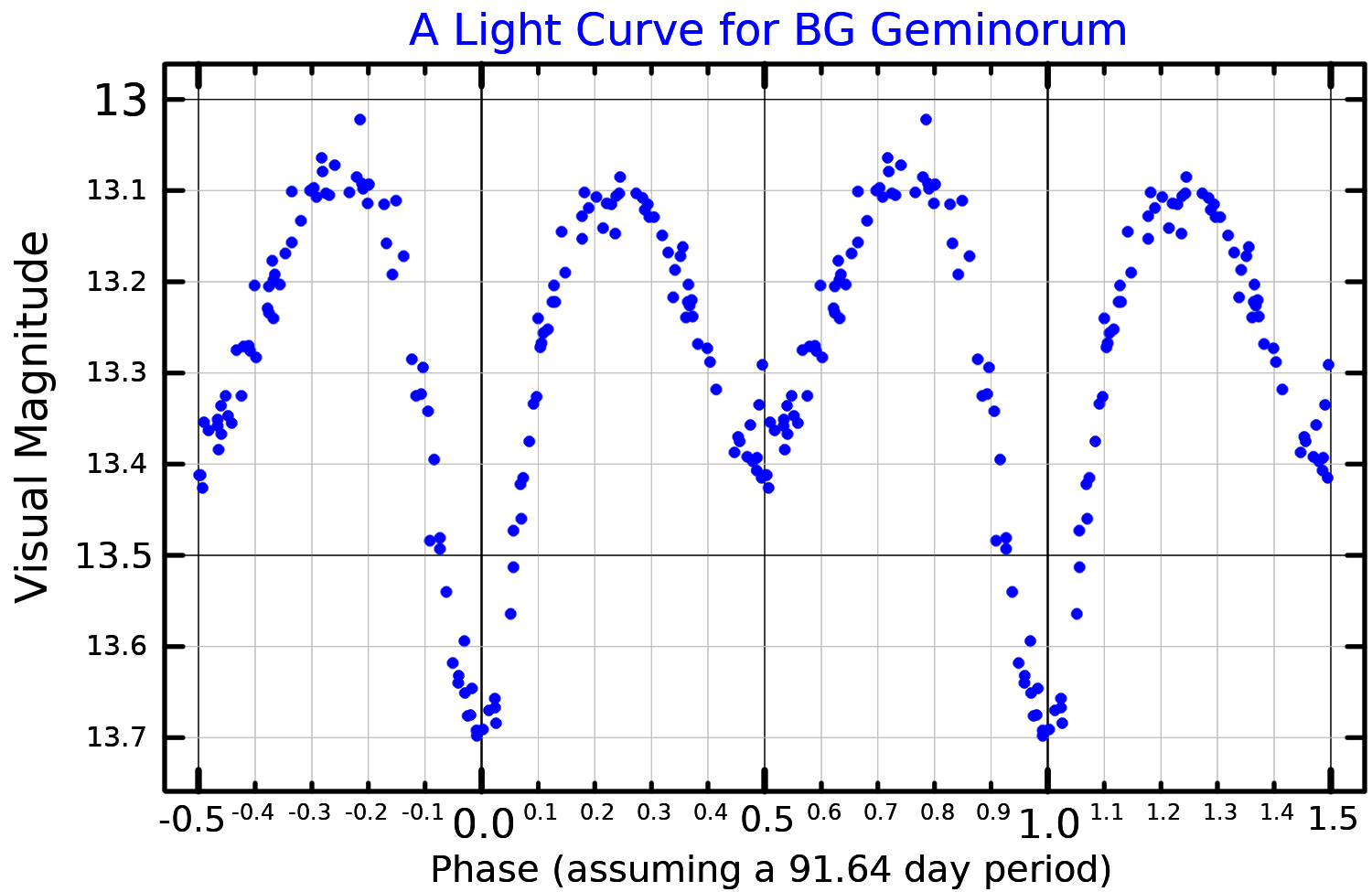
根據超新星全天自動巡天資料繪製的雙子座BG可見光帶光變曲線

雙子座BG由一顆K0超巨星和一顆質量更大但看不見的伴星組成，很可能是一個黑洞或B類恆星。K0星的物質正在被轉移到圍繞不明物體的吸積盤中